# Boulevard du Sud-Est
Le boulevard du Sud-Est est une voie publique de la commune de Nanterre, dans le département français des Hauts-de-Seine.

## Origine du nom
Le sud-est est la direction de ce boulevard par rapport au centre historique de la ville qui était protégé par les remparts que cette voie remplace.

## Historique
Ce boulevard faisait partie du mur d'enceinte du bourg fortifié de Nanterre, construit au XVe siècle, tel qu'il existait encore au XIXe siècle.
Bien qu'elle ait déjà failli être rasée en 1648, pendant la Fronde, cette muraille a disparu au XIXe siècle, et sur son emplacement ont été tracées de nouvelles voies de communication: boulevard du Couchant, du Midi, du Sud-Est, du Levant et boulevard du Nord, devenu rue de Stalingrad.

## Bâtiments remarquables et lieux de mémoire
- Marché du Centre[6].